# أوماناق
أوماناق هي مستوطنة، ومدينة، تتبع كاسويتسوب، بلغ عدد سكانها 1٬242 نسمة، في 2016، تبلغ مساحتها 10٫29 كيلومتر مربع، رمزها البريدي هو 3961.

## المناخ
يظهر الجدول التالي التغييرات المناخية على مدار السنة لأوماناق:
| البيانات المناخية لـأوماناق       | البيانات المناخية لـأوماناق | البيانات المناخية لـأوماناق | البيانات المناخية لـأوماناق | البيانات المناخية لـأوماناق | البيانات المناخية لـأوماناق | البيانات المناخية لـأوماناق | البيانات المناخية لـأوماناق | البيانات المناخية لـأوماناق | البيانات المناخية لـأوماناق | البيانات المناخية لـأوماناق | البيانات المناخية لـأوماناق | البيانات المناخية لـأوماناق | البيانات المناخية لـأوماناق |
| الشهر                             | يناير                       | فبراير                      | مارس                        | أبريل                       | مايو                        | يونيو                       | يوليو                       | أغسطس                       | سبتمبر                      | أكتوبر                      | نوفمبر                      | ديسمبر                      | المعدل السنوي               |
| --------------------------------- | --------------------------- | --------------------------- | --------------------------- | --------------------------- | --------------------------- | --------------------------- | --------------------------- | --------------------------- | --------------------------- | --------------------------- | --------------------------- | --------------------------- | --------------------------- |
| متوسط درجة الحرارة الكبرى °م (°ف) | −8 (17)                     | −12 (10)                    | −11 (13)                    | −8 (18)                     | 2 (36)                      | 8 (47)                      | 11 (51)                     | 9 (49)                      | 4 (40)                      | 0 (32)                      | −3 (26)                     | −6 (21)                     | −1 (30)                     |
| متوسط درجة الحرارة الصغرى °م (°ف) | −13 (8)                     | −17 (1)                     | −17 (1)                     | −14 (6)                     | −4 (25)                     | 2 (36)                      | 5 (41)                      | 5 (41)                      | 1 (34)                      | −3 (26)                     | −7 (20)                     | −10 (14)                    | −6 (21)                     |
| الهطول مم (إنش)                   | 23 (0.9)                    | 10 (0.4)                    | 10 (0.4)                    | 13 (0.5)                    | 10 (0.4)                    | 7.6 (0.3)                   | 13 (0.5)                    | 13 (0.5)                    | 20 (0.8)                    | 18 (0.7)                    | 25 (1)                      | 25 (1)                      | 190 (7.4)                   |
| المصدر: Weatherbase               |                             |                             |                             |                             |                             |                             |                             |                             |                             |                             |                             |                             |                             |

## مدن توأم
المدن التوأم:
- هيليسينكور
- Runavík [الإنجليزية]‏
- Runavík Municipality [الإنجليزية]‏.